# Jerzy
Jerzy [ˈjεʒɨ] ist ein männlicher Vorname. Er ist die polnische Variante des Namens Georg.

## Namensträger
- Jerzy Adamski (1937–2002), polnischer Federgewicht-Boxer
- Jerzy Andrzejewski (1909–1983), polnischer Schriftsteller
- Jerzy Antczak (* 1929), polnischer Filmregisseur
- Jerzy Artysz (1930–2024), polnischer Sänger
- Jerzy Bahr (1944–2016), polnischer Diplomat
- Jerzy Bandrowski (1883–1940), polnischer Schriftsteller, Journalist und Übersetzer
- Jerzy Baworowski (1857–1933), polnischer Politiker und Gutsbesitzer
- Jerzy Bielecki (1921–2011), polnischer Autor
- Jerzy Bielecki (* 1969), polnischer Politiker
- Jerzy Adam Brandhuber (1897–1981), polnischer Maler
- Jerzy Borkowski (* 1957), polnischer Politiker
- Jerzy Broszkiewicz (1922–1993), polnischer Autor, Schriftsteller und Journalist
- Jerzy Brzęczek (* 1971), polnischer Fußballspieler
- Jerzy Budnik (* 1951), polnischer Politiker
- Jerzy Buzek (* 1940), polnischer Ministerpräsident
- Jerzy Christ (* 1958), polnisch-deutscher Eishockeyspieler
- Jerzy Chromik (1931–1987), polnischer Leichtathlet und Weltrekordler
- Jerzy Chróścikowski (* 1953), polnischer Politiker
- Jerzy Albrecht Denhoff (1640–1702), römisch-katholischer Bischof von Krakau
- Jerzy Dołhan (* 1964), polnischer Badmintonspieler
- Jerzy Holzer (1930–2015), polnischer Historiker und Publizist
- Jerzy Janowicz (* 1990), polnischer Tennisspieler
- Jerzy Jeszke (* 1958), polnischer Schauspieler und Sänger
- Jerzy Kulej (1940–2012), polnischer Boxer
- Jerzy Melcer (* 1949), polnischer Handballspieler
- Jerzy Montag (* 1947), deutscher Politiker (B’90/Grüne)
- Jerzy Neyman (1894–1981), polnisch-US-amerikanischer Mathematiker
- Jerzy Owsiak (* 1953), polnischer Radio- und TV-Journalist
- Jerzy Pilch (1952–2020), polnischer Schriftsteller
- Jerzy Bogdan Plewa (* 1954), polnischer EU-Beamter
- Jerzy Stuhr (1947–2024), polnischer Schauspieler und Regisseur
- Jerzy Toeplitz (1909–1995), polnischer Filmhistoriker, Pädagoge und der langjährige Rektor der Filmhochschule Łódź
- Jerzy Urban (1933–2022), polnischer Journalist und Autor
- Jerzy Vetulani (1936–2017), polnischer Biochemiker, Psychopharmakologe und Neurobiologe
- Jerzy Wenderlich (* 1954), polnischer Politiker
- Jerzy Żuławski (1874–1915), polnischer Schriftsteller, Lyriker und Dramatiker

Weiteres:
- Bergwerk Jerzy, ehemaliger Name des Bergwerks Niwka-Modrzejów